# São Miguel do Aleixo
São Miguel do Aleixo is een gemeente in de Braziliaanse deelstaat Sergipe. De gemeente telt 3.813 inwoners (schatting 2009).